# ایشتوان مولنار
ایشتوان مولنار (انگلیسی: István Molnár; ۵ ژانویهٔ ۱۹۱۳ – ۱ ژوئیهٔ ۱۹۸۳) بازیکن واترپلو اهل مجارستان بود.